# Григорій Лантух
Григорій Федорович Лантух (*д/н — †після 1765) — кошовий отаман Війська Запорозького Низового у 1755—1756, 1758—1759, 1761, 1763 роках. Інше прізвисько Федорів (Федоров), від імені батька.

## Життєпис
Належав до Рогівського куреня. 1746 року був депутатом Комісії для розмежування земель з Військом Донським.
У 1755 році обрано кошовим отаманом. Російському уряду прізвище його не сподобалося, тому, намагаючись зрусифікувати якомога більше козацьких імен, примусили Лантуха в офіційних паперах підписуватися «Григорієм Федоровим».
За тодішніми російськими законами, козаки не мали права обирати собі кошового, не спитавши на те дозволу гетьмана Кирила Розумовського та царського уряду, а отже, й не узгодивши з ними кандидатури. Проте січовики демонстративно ігнорували це правило, викликавши цим роздратування К. Розумовського. 1756 року внаслідок заколоту Василя Кишенського і Федора Шкури позбавлено посади кошового. Між кошовим урядуванням у 1757 і 1759 роках був депутатом Комісії для опису та складання планів запорозьких земель.
1758 року знову обирається кошовим отаманом. Отаманство Лантуха збіглося зі значною активізацією гайдамацького руху. З наказу кошового Лантуха, військовий осавул Петро Калнишевський, узяв полк запорожців і подався на Буг винищувати з прибережних лісів та яруг місцевих гайдамаків. Зрештою Лантух зумів приборкати гайдамаків, запросивши на Січ їх ватажків. Це викликало невдоволення російських генералів та Розумовського. Кошового Лантуха викликали до тодішньої гетьманської столиці Глухова і влаштували слідство, що тяглося мало не рік. Зрештою, кошового виправдали, але сам факт такого слідства спровокував різке невдоволення козаків.
Згодом конфлікт між Лантухом та Розумовським загострився з приводу планів російської імперії утворити на землях запорожців Новосербію. Цьому активно протистояв кошовий Лантух. Оскільки конфлікт назрівав дуже серйозний, на Січі змінили погляд на гайдамаків. Дехто навіть подався до їхніх ватаг, щоб збройно виступити проти росіян та переселенців. Отоді Г. Лантух і опинився між двох вогнів: з одного боку, він мусив придушувати гайдамацький рух, бо інакше міг піти під російський суд, з другого — треба було цей рух підтримувати, бо такою була воля козацтва. Зрештою Лантух у 1759 році вимушений був зректися булави.
У 1761 році козаки знову попросили на отаманство Лантуха. У 1762 році він поступився владою Степану Рудю.
У 1763 році ще раз обирають Лантуха кошовим отаманом. Проблема з сербським заселенням козацьких земель тривала. Лантух зібрав раду, на якій ухвалили боронити свої землі силою зброї. За наказом кошового полковник Бугогардівської паланки Дем'ян Деркач підняв своє козацтво і заходився виганяти переселенців, спалюючи їм оселі. Проте ці дії спричинили гострий конфлікт з росіянами. Тому Григорій Лантух у жовтні відмовився від влади.
Ордером генерал-губернатора П. О. Рум’янцева Г. Лантуха призначено кошовим отаманом на 1765 рік, проте всупереч цьому Військо Запорозьке обрало кошовим Петра Калнишевського. Про його подальшу долю немає відомостей.